# Universidade Menonita Canadense
A Universidade Menonita Canadense (em inglês: Canadian Mennonite University) ou CMU é uma universidade cristã menonita localizada em Winnipeg, Manitoba, Canadá, e que concede cursos de três e quatro anos em vários programas. Membro da Associação de Universidades e Faculdades do Canadá (AUCC), a CMU oferece aulas em três ambientes diferentes: seu campus de Shaftesbury no sudoeste de Winnipeg, no Menno Simons College, no campus da Universidade de Winnipeg, e Outtatown, um programa de estudo transcultural, de serviço e formação de fé com sites de programas na Guatemala e na África.
No final de 2010, a CMU abriu seu recém-construído laboratório de ciências e em 19 de outubro de 2011, anunciou o estabelecimento de sua nova Escola de Negócios Redekop.